# Бомон ла Ферјер
Бомон ла Ферјер (фр. Beaumont-la-Ferrière) насеље је и општина у источном делу централне Француске у региону Бургоња, у департману Нијевр која припада префектури Кон Кур сир Лоар.
По подацима из 2011. године у општини је живело 130 становника, а густина насељености је износила 4,62 становника/km². Општина се простире на површини од 28,13 km². Налази се на средњој надморској висини од 223 метара (максималној 324 m, а минималној 211 m).

## Демографија
| 1962. | 1968. | 1975. | 1982. | 1990. | 1999. | 2011. |
| ----- | ----- | ----- | ----- | ----- | ----- | ----- |
| 124   | 194   | 189   | 195   | 157   | 144   | 130   |

График промене броја становника у току последњих година